# جيمي اولسن
جيمي اولسن (بالإنجليزية: Jimmy Olsen)‏ هو مصارع هاوي أمريكي، ولد في 16 أكتوبر 1986 في روتشستر في الولايات المتحدة.

## روابط خارجية
- جيمي اولسن على موقع CageMatch worker (الإنجليزية)
- جيمي اولسن على موقع قاعدة بيانات المصارعة على الإنترنت (الإنجليزية)